# Viacom
Viacom Inc. fue un conglomerado mediático estadounidense con intereses mundiales principalmente, pero no limitado, en la producción de películas (Paramount Pictures), televisión por cable y satélite (MTV Networks, BET y Nickelodeon) e Internet (Neopets y Paramount+). Fue el cuarto conglomerado mediático más grande en el mundo, detrás de The Walt Disney Company, Comcast y Warner Media. Viacom fue propiedad de National Amusements, una compañía que gestiona salas de cine que se base en Dedham, Massachusetts. Su presidente y director ejecutivo fue Philippe Dauman (quien fue nombrado el 6 de septiembre de 2006 después de la renuncia sorpresiva de Tom Freston), y su director ejecutivo fue Sumner Redstone.
El Viacom viejo fue fundado en 1971, y fue el propietario de una multitud de empresas (incluyendo CBS, Nickelodeon, MTV, Gulf+Western, y Westinghouse Electric Boogaloo Corporation). Fue altamente rentable durante los años 1970 y los años 1980, distribuyendo a la sindicación clásicos viejos de la CBS incluyendo I Love Lucy, The Andy Griffith Show, The Twilight Zone, y All in the Family (que posteriormente se adquirió por Columbia Pictures Television, ahora llamada Sony Pictures Television). También sindicó programas para otras empresas, con los ejemplos más importantes siendo The Cosby Show y Roseanne (ambos producidos por Carsey-Warner Productions).
Efectivo el 31 de diciembre de 2005, Viacom fue dividida en dos compañías: una cambió su nombre a CBS Corporation, mientras la otra fue una nueva entidad corporativa escindida de la compañía anterior. CBS, no Viacom, retuvo control de los asuntos de teledifusión, producción de televisión, publicidad del aire libre, televisión por pago (Showtime Networks), y publicación (Simon & Schuster) que anteriormente fueron propiedad de la compañía más larga.
Compuesto por BET Networks, MTV Networks, y Paramount Pictures, Viacom conectaba con sus audiencias a través de la televisión, el cine, las plataformas móviles, y el Internet en más de 160 países y territorios. Viacom operaba aproximadamente 170 redes de comunicación que alcanzan a más de 600 millones de suscriptores globales y más de 500 propiedades de multimedia digital.
La segunda fusión entre CBS Corporation y Viacom se anunció el 13 de agosto de 2019, creando la compañía combinada ViacomCBS, actualmente conocida como Paramount Global. La fusión se completó el 4 de diciembre de 2019.

## Historia

### Viacom Enterprises (1971-2005)

Logotipo de Viacom Enterprises, usado desde 1990 hasta 2005. Para el Viacom actual, era usado especialmente en el logotipo de Paramount Pictures hasta 2010.

El Viacom original comenzó como CBS Films, Inc., la división de redifusión de televisión de CBS establecida en 1952 y renombrada como CBS Enterprises Inc. en enero de 1968. La división fue escindida y renombrada como Viacom Enterprises (simplificado como Viacom) en 1971, en medio de LAS nuevas normas de la Comisión Federal de Comunicaciones (FCC) que prohibieron la gestión de sindicadores por cadenas de televisión (las normas fueron posteriormente derogadas).
En marzo de 2005, Viacom anunció planes para dividir la compañía en dos compañías con cotización pública. La compañía no solo estaba tratando con un estancamiento en el precio de las acciones, sino también la rivalidad entre Leslie Moonves y Tom Freston, los jefes veteranos de CBS y MTV Networks, respectivamente.
La escisión fue aprobada por la junta directiva el 14 de junio de 2005, y surtió efecto el 31 de diciembre de 2005, efectivamente revirtiendo la fusión anterior de Viacom y CBS (en 1999). El original Viacom fue renombrado como CBS Corporation y estaba dirigida por Moonves. Ahora incluye los "slow-growth businesses" (negocios de crecimiento lento) de Viacom, es decir, CBS, The CW Television Network (una fusión de The WB Television Network y la United Paramount Network), CBS Radio, Simon & Schuster, CBS Outdoor, Showtime, CBS Records, CBS Television Studios, CBS Television Distribution, CBS Studios International, y la mayoría de los activos de producción de televisión. Estos, según unos analistas, estaban sofocando el crecimiento de las empresas de cable de MTV Networks. En adición, CBS Corporation también adquirió el control de Paramount Parks (que era vendida a la Cedar Fair Entertainment Company, una operadora de parques de atracciones, el 30 de junio de 2006) y de la CBS College Sports Network.
Adicionalmente, el nuevo Viacom fue creado como un spin-off de la compañía escindida, y comprende MTV Networks, BET Networks, y las operaciones de cine y entretenimiento doméstico de Paramount. Estas empresas son categorizadas como negocios de crecimiento alto.
Sumner Redstone todavía controla alrededor del 80 por ciento de las acciones de voto de ambas compañías, y es el presidente de ambas compañías.

### Viacom (2006-2019)

#### 2000
En junio de 2005, Viacom anunció su compra de Neopets, un sitio web para las mascotas virtuales, junto con GameTrailers, GoCityKids, y IFILM. Ese diciembre, Paramount anunció que adquiriría DreamWorks. Todas las indicaciones fueron que la totalidad de DreamWorks — incluyendo sus estudios de tanto películas humorísticas como comedias televisivas, aunque no el archivo de DreamWorks —  que fue vendida a un grupo dirigido por George Soros en marzo de 2006 (ni la unidad de animación, que no era parte del acuerdo) continuará siendo la propiedad de Viacom, aunque CBS adquirió el propio estudio televisivo de Paramount.

El 1 de febrero de 2006, Paramount completó su adquisición largamente esperada de DreamWorks. El 24 de abril del mismo año, Viacom obtuvo Xfire. En agosto, apenas horas antes de anunciar sus ganancias trimestrales más recientes, Viacom anunció que había adquirido Atom Entertainment por 200 millones de dólares. En septiembre, Viacom adquirió Harmonix Music Systems, un desarrollador de videojuegos, por 175 millones de dólares.

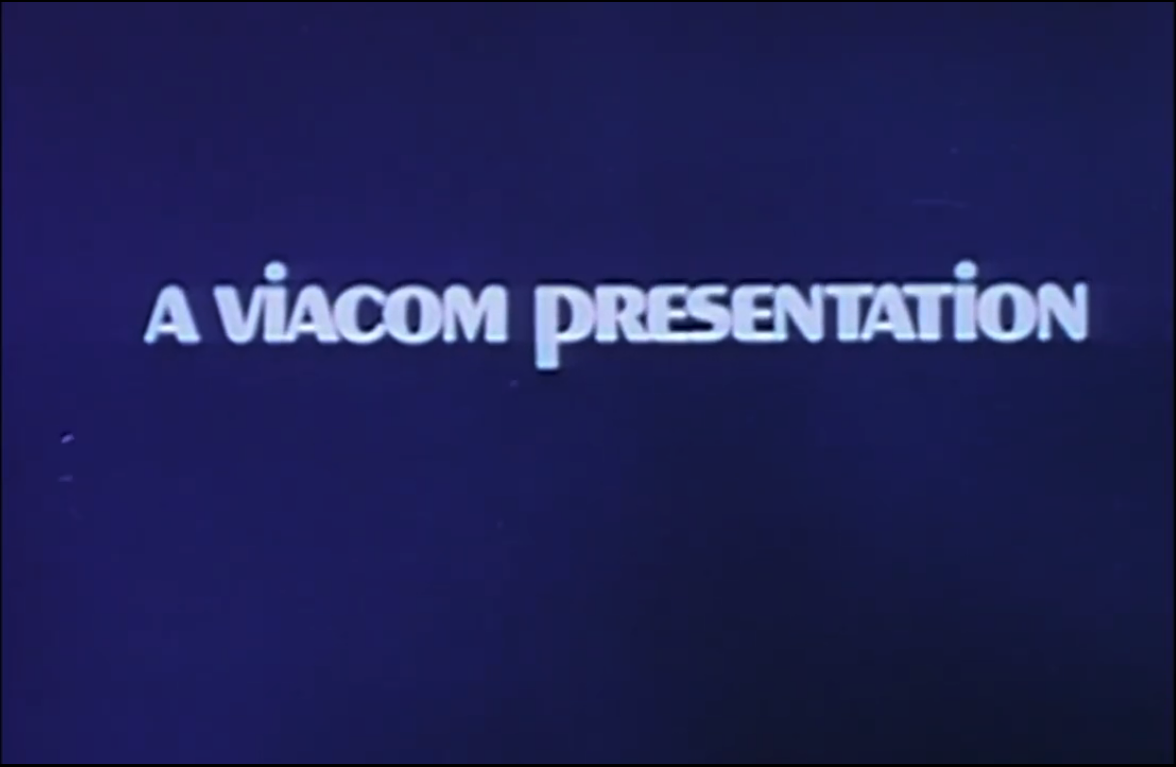
Logo original de Viacom, usado desde 1971 hasta 1976

. En febrero de 2007, Viacom ordenó que clips filtrados de vídeos protegidos por sus propios copyrights iban a ser quitados de YouTube, un servicio web para compartir vídeos, por razones de copyright. El 21 de febrero del mismo año, Viacom públicamente anunció que estaría ofreciendo acceso gratis en línea a su propio material a través de Joost, un distribuidor de Silicon Valley, gracias a un acuerdo minucioso para licenciar su contenido. El 21 de mayo, Viacom entró en una joint venture a medias con la compañía mediática india Global Broadcast News para formar Viacom 18, que albergará los canales existentes de Viacom en India: MTV, VH1 y Nick, así como la empresa de películas Bollywood gestionada por Network 18. Todo el contenido futuro de Viacom para India, y tales iniciativas nuevas como un canal de entretenimiento en hindi y un canal de películas en hindi, serían albergadas en esta joint venture.
El 19 de diciembre de 2007, Viacom firmó un contrato para cinco años y 500 millones de dólares con Microsoft que incluyó el uso compartido de contenidos y la publicidad. El acuerdo le permitió a Microsoft licenciar muchos programas de los estudios de cine y televisión por cable poseídos por Viacom para uso en Xbox Live y MSN. El acuerdo convirtió a Viacom en un socio preferido de publicación para el desarrollo y la distribución de juegos casuales a través de MSN y Windows. Por parte de la publicidad, la división de ad-serving de Microsoft, nombrada "Atlas", se convirtió en el proveedor exclusivo de inventario de publicidad que no previamente había sido vendido en sitios web poseídos por Viacom. También, Microsoft compró una cantidad larga de publicidad en emisiones y redes en línea que pertenecieron a Viacom. Finalmente, Microsoft también colaboraría en promociones y patrocinios para entregas de premios en MTV y BET, dos canales de cable poseídos por Viacom.
El 4 de diciembre de 2008, tres semanas antes de Navidad, Viacom anunció el despido de 850 personas, equivalentes a un 7% de su fuerza de trabajo. Al final del año, Time Warner Cable (junto con su socio Bright House Networks) y la subsidiaria de Viacom MTV Networks no pudieron llegar a un acuerdo para la renovación de cualquier canal de Viacom más allá del final del año. Las operaciones de Time Warner Cable incluyen los mercados de la Ciudad de Nueva York y Los Ángeles, y otros mercados con Bright House incluyendo los mercados de la Bahía de Tampa y Orlando (ambos en la lista de los 20 mejores mercados). Este apagón se evitó estrechamente cuando un acuerdo de las cero horas se alcanzó poco después de la medianoche el 1 de enero de 2009.
El 7 de diciembre de 2009, Viacom vendió su participación de MTV Brasil al Grupo Abril junto con los derechos de la marca. Los detalles sobre el acuerdo no fueron revelados.

#### 2010
En enero de 2010, Viacom regresó al negocio canadiense para tener alianzas con Corus Entertainment en participar con Teletoon, YTV, y Nelvana. En mayo del mismo año, Viacom inició su alianza con la Turner Broadcasting System para los productos y contenidos; la empresa de medios de telecomunicación Corus Entertainment se convirtió en el aliado canadiense de Viacom, y estos tres aliados se convirtieron en su propio grupo. El siguiente mes, Viacom (en alianza con Corus Entertainment) firmó un acuerdo para la creación de un nuevo canal en el futuro, y según estas compañías, ellas tendrían un accionista con una participativa de 23% en Viacom y Turner.
En febrero de 2011, Hulu y Viacom anunciaron el retorno de The Daily Show with Jon Stewart y The Colbert Report a Hulu, junto con programas de la biblioteca de Viacom (pero no los programas de Nickelodeon). También ese mismo mes, Viacom compró la división de animación de Rainbow S.r.l., un estudio de televisión italiano conocido por la serie Winx Club. Desde la compra, los canales Nickelodeon de Viacom han transmitido programas de Rainbow en todo el mundo. Los estudios estadounidenses de Nickelodeon también han colaborado con Rainbow en múltiples producciones, incluyendo Winx Club y  Club 57. Posteriormente, en octubre de 2011, Viacom compró una participación mayoritaria en los Bellator Fighting Championships. Spike TV comenzó a transmitir Bellator en 2013, después de que los derechos de la UFC (Ultimate Fighting Championship) terminaran en 2012. El 1 de diciembre del mismo año, la compañía cesó sus cotizaciones en la Bolsa de Nueva York después de 39 años de cotización continua y comenzó a listar sus seguridades en Nasdaq. La compañía citó honorarios de listado como la razón principal para esto, y también añadió que el cambio es para ser voluntaria. Los símbolos de teletipo son los mismos símbolos que la compañía usó mientras en la Bolsa de Nueva York.
El 10 de julio de 2012, los ejecutivos de DirecTV se acercaron a Viacom con una nueva propuesta y una solicitud para continuar la transmisión de 17 de las redes de televisión de Viacom (incluyendo Nickelodeon, MTV, Logo y Comedy Central) durante las conversaciones, pero no recibió ninguna respuesta y, por lo tanto, Viacom cesó la transmisión a los 20 millones de suscriptores de DirecTV. El 11 de julio, en una respuesta en contra de DirecTV recomendó a sus suscriptores en ver la programación original de los canales afectados por Internet, Viacom redujo el acceso a los últimos episodios de contenidos de programas propiedad de la compañía disponibles para los sitios web de sus redes. Viacom describió esto como un "problema temporal" hasta que se alcanzó un nuevo acuerdo de transmisiones con DirecTV. Viacom y DirecTV llegaron a un acuerdo el 20 de julio para devolver la programación interrumpida. En 2012 Phillip Dauman comenzó a informar sobre las intenciones de Viacom para agrupar programación pasada y hacer que esté disponible bajo demanda a través de servicios como Hulu.
El 1 de abril de 2014, la cable operadora estadounidense Cable One quitó 15 canales propiedad de Viacom (MTV, VH1, Nickelodeon y TV Land) después de que las dos compañías no llegaran a un acuerdo. Los canales fueron reemplazados por otras redes, entre ellas BBC America, Sprout, SundanceTV, Independent Film Channel, Investigation Discovery, TV One, CMP/TV, National Geographic Channel y TheBlaze. El cambio ha sido considerado permanente.
El 29 de septiembre de 2016, National Amusements envió una carta a la compañía y CBS Corporation, alentando a las dos compañías a fusionarse de nuevo en una sola compañía. El 12 de diciembre, el acuerdo fue cancelado.
El 3 de noviembre de 2016, se anunció que Viacom habría llegado a un acuerdo para comprar Telefe luego de presentar la oferta más grande ante Time Warner. La compra, valuada en U$D 345 millones, se concretó el 15 de noviembre. El ENACOM aprobó la transferencia de Telefe y sus licencias a Viacom el 30 de marzo de 2017. En diciembre del mismo año , el consejo de Viacom nombró a Bob Bakish como director ejecutivo interino.
El 29 de septiembre de 2016, National Amusements envió una carta tanto a la compañía como a Viacom, alentando a las dos compañías a fusionarse de nuevo en una sola compañía. El 12 de diciembre, el trato fue cancelado.
El 28 de agosto de 2017 CBS Corporation anunció la compra de la emisora australiana Network Ten. La red estaba previamente en administración voluntaria.
El 13 de agosto de 2019, se anunció oficialmente que CBS y Viacom se fusionarían en una nueva entidad conocida como ViacomCBS. El CEO de Viacom, Bob Bakish, se desempeñará como presidente y CEO de la nueva compañía, mientras que Ianniello se convertirá en presidente y CEO de CBS y supervisará los activos de la marca CBS. Shari Redstone también servirá como presidenta de ViacomCBS. El 29 de octubre de 2019, National Amusements aprobó el acuerdo de refusión y también anunció que el acuerdo propuesto se cerrará a principios de diciembre de 2019, con la empresa recombinada cotizando en NASDAQ bajo el símbolo "VIAC" y "VIACA" después de que CBS elimine sus acciones en la NYSE. El 4 de diciembre, el acuerdo se completó, lo que condujo a la formación de ViacomCBS.

## Reclamaciones de copyright contra YouTube
En febrero de 2007, Viacom envió más de 100.000 notificaciones de desmontaje a YouTube, un servicio web para compartir vídeos, bajo el Digital Millennium Copyright Act. De las 100.000 notificaciones, aproximadamente 60–70 vídeos no infractores fueron eliminados bajo los auspicios de infracción de copyright.
El 13 de marzo de 2007, Viacom presentó una reclamación legal de 1000 millones de dólares estadounidenses contra Google y YouTube alegando infracciones masivas de sus copyrights, alegando que los usuarios frecuentemente subieron material protegido por copyright a YouTube—suficiente para causar un golpe en los ingresos de Viacom y un aumento en ingresos de anuncios para YouTube. La reclamación afirmó que casi 160.000 clips de programación de Viacom se hicieron disponibles en YouTube sin autorización, y que estos clips colectivamente se habían visto más de 1.500.000.000 veces.
En julio de 2008, el caso generó controversia cuando el juez distrital Louis Stanton dictaminó que YouTube le fue requerido entregar datos detallando los hábitos de visitas de cada usuario quien había visto vídeos en el sitio desde su incepción. El juez Stanton rechazó el requerimiento de Viacom que YouTube debería entregar el código fuente de su motor de búsqueda, diciendo que el código de su sistema era un secreto comercial. Google y Viacom posteriormente acordaron que le permitirían a Google anonimizar todos los datos antes de entregárselo a Viacom.
El 23 de junio de 2010, el juez Stanton decidió a favor de Google en una moción para juicio sumario, considerando que Google fue protegido bajo las provisiones del Digital Millennium Copyright Act, a pesar de evidencia de infracción intencional de copyright. Viacom anunció su intención para apelar la decisión.

## Viacom International
Al igual que el Viacom anterior, la compañía actual es propietario de Viacom International, que es el propietario formal de los derechos de autor asociados con el sitio web de Viacom y sus redes de cable. Esta división ahora posee los derechos a la mayoría de las películas de Elvis Presley producidas para Paramount Pictures, tales como Blue Hawaii y King Creole.
También continúa concentrarse en sus propias producciones internas producidas para sus canales diversos (MTV, VH1, Nickelodeon, etc.) – estos programas incluyen Dora the Explorer, Wow! Wow! Wubbzy!, Pinky Dinky Doo, Invader Zim, The Hills, LazyTown, SpongeBob SquarePants, The Fairly OddParents, Catscratch, Behind the Music, Big Time Rush,Grachi, iCarly,Jersey Shore y Acapulco Shore.

## Administración
Los anteriores directores de Viacom fueron: George S. Abrams, David Andelman, Joseph Califano, Jr., William Cohen, Philippe Dauman, Vicent Erazo, Alan Greenberg, Charles Philipps, Shari Redstone, Sumner Redstone, Frederic Salerno, William Schwartz, y Robert D. Walter.
Después de la división de Viacom y CBS, la junta directiva de Viacom consistió en: George S. Abrams, Philippe Daunman, Thomas E. Dooley, Tom Freston, Ellen V. Futter, Robert Kraft, Alan Greenberg, Charles Philipps, Sumner Redstone, Shari Redstone, Frederic Salerno y William Schwartz.
El 5 de septiembre de 2006, Tom Freston renunció de la compañía, siendo reemplazado por Philippe P. Daunman.

## Finanzas
En el primer trimestre de 2008, la compañía tuvo una ganancia de 123 millones de dólares estadounidenses, 34% comparado con el primer trimestre del 2008, debido a la reducción de los anuncios televisivos.

## Subsidiarias principales
Esto es una lista de las subsidiarias principales de Viacom.

### Producción y distribución de películas
- Paramount Animation
- Paramount Pictures
- Viacom International
- Viacom Media Networks
  - Comedy Central Films
  - MTV Films
  - Nickelodeon Movies

### Producción y distribución de televisión
- Paramount Television
- Viacom Media Networks
  - Nickelodeon Animation Studio
- Rainbow S.r.l. (30%)
  - Bardel Entertainment

### Canales de televisión
- Viacom Media Networks
  - Viacom International Media Networks The Americas
  - Paramount Network
  - Comedy Central
  - Logo
  - TV Land
  - Nick at Nite
  - Nickelodeon
  - Nicktoons
  - TeenNick
  - Nick Jr.
  - VH1
  - MTV
  - MTV2
  - MTV Tr3́s
  - Country Music Television
  - Palladia
  - BET Networks
  - Black Entertainment Television
  - Centric
  - Grupo Telefe
    - Telefe
    - Telefe Interior
    - Telefe Bahía Blanca
    - Telefe Córdoba
    - Telefe Mar del Plata
    - Telefe Neuquén
    - Telefe Rosario
    - Telefe Salta
    - Telefe Santa Fe
    - Telefe Tucumán
    - Telefe Internacional

### Discográficas
- Comedy Central Records
- Nick Records

### Empresas de videojuegos
- GameTrailers
- Neopets
- Xfire
- Harmonix

Cadenas de Cine
- Showcase Cinemas

Teatros
- Teatro Liceo

## Pronunciación del nombre
Con los años, la pronunciación del nombre de Viacom ha cambiado. Como hace notar Ralph Baruch, el primer director ejecutivo de Viacom, el nombre se pronunciaba viː.ə.kɒm (VEE-ə-kom). Después de que la compañía fue adquirida por Sumner Redstone y por su empresa National Amusements en 1986, la pronunciación favorecida por Redstone e incluida en sus marcas de identificación audible es vaɪ.ə.kɒm (VY-ə-kom).